# Винорово
Винорово (бел. Віно́рава) — деревня в Березинском районе Минской области Беларуси. Входит в состав Богушевичского сельсовета.

## География
Деревня находится в восточной части Минской области, на левом берегу реки Центрицы (правый приток Березины), при автодороге Р-67, на расстоянии приблизительно 11 километров (по прямой) к юго-юго-западу от города Березино, административного центра района. Абсолютная высота — 153 метра над уровнем моря. Площадь населённого пункта — 0,3159 км².

## История
В начале. XX века входила в состав Игуменского уезда Минской губернии.
В 1934 году, в ходе проведения коллективизации, был образован колхоз «20 лет Октября».

## Население
По данным переписи 2019 года, в деревне проживало 22 человека.
| Год  | Население, человек |
| ---- | ------------------ |
| 1926 | 248                |
| 1960 | ↘ 180              |
| 2003 | ↘ 34               |
| 2008 | ↘ 29               |
| 2009 | ↘ 25               |
| 2019 | ↘ 22               |

## Культура
- Самобытный музей